# Brilliant (CooRieのアルバム)
| 専門評論家によるレビュー | 専門評論家によるレビュー |
| レビュー・スコア         | レビュー・スコア         |
| 出典                     | 評価                     |
| ------------------------ | ------------------------ |
| CDJournal                | (好意的)                 |

『Brilliant』（ブリリアント）は、CooRieの初のベスト・アルバム。2013年4月3日にLantisから発売された。アルバム全体では前作『Heavenly Days』から2年6か月ぶりのリリースとなる。

## 背景
本作に収録された楽曲は、ランティスの自身のアーティストページで行われたリクエスト投票で決められた。
本作の発売を記念して、藍井エイル、スフィア、茅原実里、橋本みゆき、yozuca*からのコメントがアーティストページで掲載された。
iTunes Store限定アルバム『Brilliant -rino Selection-』がスペシャルパッケージとして配信された。このアルバムは、本作に未収録の楽曲をrinoが選曲した。

## 音楽性
14曲目に収録された「秘密」は、OVA『処女はお姉さまに恋してる 2人のエルダー』のエンディングテーマに起用された。CooRieの作品では初収録となる楽曲である。編曲を手掛けた大野宏明はCooRieの曲で初参加であったので、レコーディング時は新鮮な感覚であったという。

## リリース、プロモーション
本作の発売記念イベントが、2013年5月19日が晴れたら空に豆まいてで開催された。内容はトーク、弾き語りミニライブを行った。また、本作を引っ提げたアコースティックライブ『Brilliant night 〜第一夜〜/〜第二夜〜』が2013年4月13日、4月14日に南青山MANDALAで開催された。

## アートワーク、パッケージ
ディスクジャケットのイラストは、イラストレーターの宮原葉月が担当した。

## 批評
『CDジャーナル』は、「ポピュラリティのあるメロディ、自然体なハイ・トーン・ヴォーカルである音楽スタイルのガーリッシュ・ポップス。」と評した。

## 収録曲
| #         | タイトル                                                                           | 作詞      | 作曲      | 編曲           | 時間  |
| --------- | ---------------------------------------------------------------------------------- | --------- | --------- | -------------- | ----- |
| 1.        | 「大切な願い」(テレビアニメ『ななか6/17』エンディングテーマ)                       | rino      | 長田直之  | 長田直之       | 4:18  |
| 2.        | 「流れ星☆」(テレビアニメ『成恵の世界』オープニングテーマ)                          | rino      | 長田直之  | 長田直之       | 3:33  |
| 3.        | 「Dream 〜The ally of〜」(パソコンゲーム『D.C. 〜ダ・カーポ〜』エンディングテーマ) | tororo    | 長田直之  | 長田直之       | 4:53  |
| 4.        | 「存在」(テレビアニメ『D.C. 〜ダ・カーポ〜』エンディングテーマ)                    | rino      | 長田直之  | 長田直之       | 4:43  |
| 5.        | 「未来へのMelody」(テレビアニメ『D.C. 〜ダ・カーポ〜』エンディングテーマ)          | rino      | 長田直之  | 長田直之       | 4:22  |
| 6.        | 「センチメンタル」(テレビアニメ『美鳥の日々』オープニングテーマ)                   | rino      | rino      | 鈴木雅也       | 4:10  |
| 7.        | 「いろは」(テレビアニメ『びんちょうタン』オープニングテーマ)                       | rino      | rino      | 大久保薫       | 4:51  |
| 8.        | 「あなたと言う時間」(テレビアニメ『光と水のダフネ』エンディングテーマ)             | rino      | rino      | 大久保薫       | 4:29  |
| 9.        | 「旋律のフレア」                                                                   | rino      | rino      | 中西亮輔       | 5:10  |
| 10.       | 「君DK」                                                                           | rino      | rino      | 佐藤Fisher五魚 | 4:40  |
| 11.       | 「ウソツキ」(テレビアニメ『School Days』エンディングテーマ)                        | rino      | rino      | 大久保薫       | 5:31  |
| 12.       | 「Spring has come」(パソコンゲーム『D.C.II 〜ダ・カーポII〜』エンディングテーマ)   | rino      | rino      | 大久保薫       | 4:42  |
| 13.       | 「優しさは雨のように」(テレビアニメ『D.C.II 〜ダ・カーポII〜』エンディングテーマ)  | rino      | rino      | 大久保薫       | 5:12  |
| 14.       | 「君が望む永遠」                                                                   | 江幡育子  | 加持久忍  | 加持久忍       | 6:36  |
| 合計時間: | 合計時間:                                                                          | 合計時間: | 合計時間: | 合計時間:      | 64:30 |

| 全作詞・作曲: rino。 | |           |            |          |      |
| #                    | タイトル                                                                                                  | 作詞      | 作曲・編曲 | 編曲     | 時間 |
| 1.                   | 「クロス＊ハート」(テレビアニメ『京四郎と永遠の空』オーピニングテーマ)                                    | rino      | rino       | 海星響   | 4:16 |
| 2.                   | 「光のシルエット」(テレビアニメ『絶対少年』オープニングテーマ)                                            | rino      | rino       | 鈴木雅也 | 4:08 |
| 3.                   | 「暁に咲く詩」(テレビアニメ『D.C.S.S. 〜ダ・カーポ セカンドシーズン〜』エンディングテーマ)                | rino      | rino       | 大久保薫 | 4:51 |
| 4.                   | 「僕たちの行方」(テレビアニメ『D.C. 〜ダ・カーポ〜』エンディングテーマ)                                   | rino      | rino       | 大久保薫 | 5:41 |
| 5.                   | 「雨上がり君のもとへ」(テレビアニメ『D.C.II S.S. 〜ダ・カーポII セカンドシーズン〜』エンディングテーマ)   | rino      | rino       | 大久保薫 | 4:52 |
| 6.                   | 「パルトネール」                                                                                          | rino      | rino       | 大久保薫 | 4:44 |
| 7.                   | 「星屑のサラウンド」(テレビアニメ『宙のまにまに』エンディングテーマ)                                      | rino      | rino       | 大久保薫 | 4:37 |
| 8.                   | 「Thank you for the Music」                                                                               | rino      | rino       | 大久保薫 | 4:10 |
| 9.                   | 「IF：この世界で」(PlayStation 2ゲーム『D.C.I.F. 〜ダ・カーポ〜 イノセントフィナーレ』オープニングテーマ) | rino      | rino       | 大久保薫 | 4:31 |
| 10.                  | 「夢想庭園」(OVA『“文学少女”メモワール』オープニングテーマ)                                               | rino      | rino       | 大久保薫 | 4:22 |
| 11.                  | 「Heavenly Days」(劇場版『マリア様がみてる』主題歌)                                                       | rino      | rino       | 大久保薫 | 4:52 |
| 12.                  | 「水性メロディ」(テレビアニメ『花咲くいろは』押水菜子イメージソング)                                      | rino      | rino       | rino     | 4:08 |
| 13.                  | 「All is Love for you」(パソコンゲーム『D.C.III 〜ダ・カーポIII〜』グランドエンディングテーマ)            | rino      | rino       | rino     | 4:02 |
| 14.                  | 「秘密」(OVA『処女はお姉さまに恋してる 2人のエルダー』エンディングテーマ)                                 | rino      | rino       | 大野宏明 | 4:48 |
| 合計時間:            | 合計時間:                                                                                                 | 合計時間: | 61:22      |          |      |

## Brilliant -rino Selection-
2013年4月3日にiTunes Storeで配信された。既存の楽曲に加えて新曲の「僕らのセカイ」が収録されている。

### 音楽性
13曲目の「僕らのセカイ」は、ストレートなバラード曲。14曲目の「優しいさよなら」は、起用された『君がいた季節』のシナリオに共感した内容になっている。15曲目の「一つの未来」は、4つ打ちの曲であり爽快感溢れる気持ちい良い曲である。